# Култура је човек
„Култура је човек” је југословенска ТВ мини серија снимљена 1969. године у продукцији Телевизије Београд.

## Улоге
| Глумац       | Улога |
| ------------ | ----- |
| Љуба Тадић   |       |
| Миа Адамовић |       |

Комплетна ТВ екипа ▼
| Редитељ              | Бранко Ћурчић      |                   |
| Сценариста           | Бора Радовић       | (wритер)          |
| Композитор           | Варткес Баронијан  |                   |
| Директор фотографије | Велибор Андрејевић |                   |
| Монтажер             | Милица Поличевић   |                   |
| Помоћник режије      | Велимир Митровић   | помоћник редитеља |
| Остала екипа         | Јелена Генчић      | секретар режије   |